# جنگ آزادی‌بخش بنگلادش
جنگ آزادی‌بخش بنگلادش (به بنگالی: মুক্তিযুদ্ধ (تلفظ: موکتی‌جودهو)) نام یک رویارویی مسلحانه میان پاکستان غربی (پاکستان امروزی) و پاکستان شرقی (بنگلادش امروزی) بود. این جنگ به تأسیس کشور بنگلادش انجامید.
جنگ آزادی‌بخش بنگلادش در ۲۶ مارس ۱۹۷۱ آغاز شد. در آن تاریخ، نیروهای پاکستان باختری به شهروندان بنگالی که خواستار استقلال بودند حمله‌ور شدند. اعضاء هنگ بنگال خاوری، تفنگ‌داران پاکستان خاوری، شهربانی پاکستان خاوری و دیگر نیروهای نظامی و شبه نظامی بنگالی به همراه شهروندان مسلح دست به شورش زدند و گروهی چریکی برای مبارزه با پاکستان باختری تشکیل دادند. این گروه، ارتش آزادی‌بخش بنگلادش (موکتی باهینی) نام گرفت.
طی ماه‌های متعاقب، هندوستان از نظر اقتصادی، نظامی و دیپلماتیک به یاری ارتش آزادی‌بخش بنگلادش شتافت.
پاکستان در ۳ دسامبر ۱۹۷۱ به یک حمله پیشگیرانه به مرزهای غربی هند دست زد و این آغاز جنگ ۱۹۷۱ پاکستان و هند بود. سرانجام در ۱۶ دسامبر ۱۹۷۱ نیروهای پاکستان (غربی) مستقر در شرق، از ارتش هند و ارتش آزادی‌بخش بنگلادش شکست خوردند و بعد از این شکست، بزرگ‌ترین تسلیم اسرا پس از جنگ جهانی دوم رخ داد.

## پیشینه
پیش از تجزیه هند بریتانیا، قطعنامه لاهور در ابتدا تشکیل ایالت‌های مستقل با اکثریت مسلمان را در مناطق شرقی و شمال غربی هند بریتانیا پیش‌بینی می‌کرد. پیشنهادی برای بنگال متحد مستقل توسط نخست‌وزیر حسین شهید سهروردی در سال ۱۹۴۶ مطرح شد، اما با مخالفت مقامات استعماری روبرو گشت. انجمن رنسانس پاکستان شرقی نیز از ایجاد یک دولت مستقل در شرق هند بریتانیا حمایت می‌کرد.
مذاکرات سیاسی در اوت ۱۹۴۷، منجر به تولد رسمی دو کشور پاکستان و هند شد که به ترتیب خانه‌های دائمی برای مسلمانان و هندوها پس از خروج بریتانیا فراهم می‌کرد. حکومت پاکستان شامل دو منطقه از نظر جغرافیایی و فرهنگی جداگانه در شرق و غرب بود، با هند در بین آنها.
منطقه غربی به‌طور عمومی (و برای مدتی نیز به‌طور رسمی) پاکستان غربی نامیده می‌شد و منطقه شرقی (بنگلادش امروزی) ابتدا بنگال شرقی و سپس پاکستان شرقی نام گرفت. اگرچه جمعیت دو منطقه تقریباً برابر بود، اما قدرت سیاسی در پاکستان غربی متمرکز بود و به‌طور گسترده‌ای تصور می‌شد که پاکستان شرقی از نظر اقتصادی مورد بهره‌برداری قرار می‌گیرد، که منجر به نارضایتی‌های زیادی شد. اداره دو قلمرو ناپیوسته نیز یک چالش محسوب می‌شد.
در ۲۵ مارس ۱۹۷۱، پس از اینکه نتایج انتخاباتی که توسط یک حزب سیاسی پاکستانی شرقی (لیگ عوامی) به دست آمده بود توسط دولت حاکم (پاکستانی غربی) نادیده گرفته شد، نارضایتی فزاینده سیاسی و ناسیونالیسم فرهنگی در پاکستان شرقی با نیروی خشونت‌آمیز و سرکوبگرانه از سوی نخبگان حاکم پاکستان غربی مواجه شد، که به عملیات نورافکن معروف گشت. سرکوب خشونت‌آمیز ارتش پاکستان منجر به اعلام استقلال پاکستان شرقی توسط شیخ مجیب‌الرحمن، رهبر لیگ عوامی، در ۲۶ مارس ۱۹۷۱، به عنوان کشور بنگلادش شد. اکثر بنگالی‌ها از این حرکت حمایت کردند، اگرچه برخی از اسلام‌گرایان و بیهاری‌ها با آن مخالفت کرده و در عوض به ارتش پاکستان پیوستند.

## شکل‌گیری مقاومت و دولت موقت بنگلادش
در ابتدا، مقاومت در برابر ارتش پاکستان خودجوش و نامنظم بود و انتظار نمی‌رفت که طولانی شود. اما با سرکوب خشونت‌آمیز ارتش پاکستان، مقاومت رشد کرد و موکتی باهینی (نیروهای آزادی‌بخش بنگلادش) به‌طور فزاینده‌ای فعال شدند. بسیاری از سربازان بنگالی به این «ارتش زیرزمینی بنگلادش» پیوستند و تسلیحات خود را با کمک‌های هند تقویت کردند. پاکستان در پاسخ، دو لشکر پیاده‌نظام را به منطقه منتقل کرده و نیروهای خود را سازماندهی مجدد کرد. آنها همچنین نیروهای شبه‌نظامی رضاکار، ال‌بدر و الشمس (عمدتاً اعضای اتحادیه مسلمانان و دیگر گروه‌های اسلام‌گرا)، و همچنین سایر بنگالی‌های مخالف استقلال و مسلمانان بیهاری را که در زمان جدایی سکونت کرده بودند، بسیج کردند. در ۱۷ آوریل ۱۹۷۱، یک دولت موقت در منطقه مهرپور در غرب بنگلادش در مرز هند تشکیل شد، با ریاست شیخ مجیب‌الرحمن (که در زندان پاکستان بود)، سید نصرالله اسلام به عنوان رئیس‌جمهور موقت، تاج‌الدین احمد به عنوان نخست‌وزیر و ژنرال محمد عطاءالغنی عثمانی به عنوان فرمانده کل نیروهای بنگلادش. با افزایش درگیری‌ها بین ارتش اشغالگر و موکتی باهینی بنگالی، حدود ۱۰ میلیون بنگالی به ایالت‌های آسام و بنگال غربی هند پناه بردند.
فرماندهی نیروهای بنگلادش در ۱۱ جولای تشکیل شد، با سرهنگ م.ا.گ. عثمانی به عنوان فرمانده کل (C-in-C) با وضعیت وزیر کابینه، سرلشکر عبدالرب به عنوان رئیس ستاد (COS)، سرهنگ گروه ا.ک. خندکار به عنوان معاون رئیس ستاد (DCOS) و سرگرد ا.ر. چودری به عنوان دستیار رئیس ستاد (ACOS). عثمانی در مورد نقش موکتی باهینی در درگیری با رهبری هند اختلاف نظر داشت. رهبری هند در ابتدا نیرویی آموزش‌دیده متشکل از ۸۰۰۰ چریک را پیش‌بینی کرده بود که در سلول‌های کوچک در سراسر بنگلادش برای تسهیل نبرد متعارف احتمالی عمل می‌کردند. با وجود دولت در تبعید بنگلادش، عثمانی از یک استراتژی متفاوت حمایت می‌کرد: نیروهای متعارف بنگالی مواضعی را در داخل بنگلادش اشغال می‌کردند و دولت بنگلادش درخواست به رسمیت شناختن دیپلماتیک بین‌المللی و مداخله می‌کرد. در ابتدا میمن‌سینگ برای این عملیات انتخاب شد، اما عثمانی بعدها سیلهت را انتخاب کرد. استراتژی دیگر اعزام حداکثر تعداد چریک‌ها به بنگلادش در اسرع وقت با اهداف زیر بود: افزایش تلفات پاکستانی‌ها از طریق حملات و کمین، فلج کردن فعالیت‌های اقتصادی با هدف قرار دادن ایستگاه‌های برق، خطوط راه‌آهن، انبارهای ذخیره‌سازی و شبکه‌های ارتباطی، و نابودی تحرک ارتش پاکستان با منفجر کردن پل‌ها/کانال‌ها، انبارهای سوخت، قطارها و قایق‌های رودخانه‌ای. هدف استراتژیک این بود که پاکستانی‌ها نیروهای خود را در داخل استان پراکنده کنند تا بتوان به واحدهای منزوی پاکستانی حمله کرد.
بنگلادش در ماه جولای به یازده منطقه عملیاتی تقسیم شد که هر یک فرماندهی داشت که از میان افسران فراری ارتش پاکستان که به موکتی باهینی پیوسته بودند، برای رهبری عملیات‌های چریکی انتخاب شده بود. نیروهای موکتی باهینی دو تا پنج هفته آموزش جنگ چریکی را از ارتش هند دریافت کردند. بیشتر اردوگاه‌های آموزشی آنها در نزدیکی منطقه مرزی قرار داشتند و با کمک هند اداره می‌شدند. بخش دهم تحت فرماندهی عثمانی قرار گرفت و شامل کماندوهای نیروی دریایی و نیروهای ویژه فرمانده کل بود. سه تیپ (در نهایت ۸ گردان) برای جنگ متعارف تشکیل شد؛ و یک نیروی بزرگ چریکی (حدود ۱۰۰٬۰۰۰ نفر) آموزش دید. پنج گردان پیاده‌نظام اصلاح شده و در امتداد مرزهای شمالی و شرقی بنگلادش مستقر شدند. سه گردان دیگر نیز تشکیل شد و واحدهای توپخانه شکل گرفتند.
در طول ماه‌های ژوئن و جولای، موکتی باهینی با کمک هند از طریق عملیات جک‌پات در سراسر مرز تجدید قوا کرد و شروع به اعزام ۲٬۰۰۰ تا ۵٬۰۰۰ چریک به آن سوی مرز کرد که به «تهاجم موسمی» معروف شد، که به دلایل مختلف (فقدان آموزش مناسب، کمبود تدارکات، فقدان شبکه پشتیبانی مناسب در داخل بنگلادش) نتوانست به اهداف خود دست یابد. نیروهای منظم بنگالی نیز به پاسگاه‌های مرزی در میمن‌سینگ، کومیلا و سیلهت حمله کردند، اما نتایج متفاوت بود. مقامات پاکستانی نتیجه گرفتند که آنها با موفقیت تهاجم موسمی را مهار کرده‌اند، که یک مشاهده تقریباً دقیق بود. عملیات‌های چریکی، که در مرحله آموزش کند شده بودند، پس از آگوست شتاب گرفتند. اهداف اقتصادی و نظامی در داکا مورد حمله قرار گرفتند. داستان موفقیت بزرگ، عملیات جک‌پات بود که در آن کماندوهای نیروی دریایی کشتی‌های لنگر انداخته در چیتاگونگ، مونگلا، نارایانگانج و چاندپور را در ۱۵ اوت ۱۹۷۱ مین‌گذاری کرده و منفجر کردند. نیروهای متعارف بنگلادش به پاسگاه‌های مرزی حمله کردند. کمالپور، بلونیا و نبرد بویرا تنها چند نمونه هستند. ۹۰ از ۳۷۰ پاسگاه مرزی به دست نیروهای بنگالی افتاد. حملات چریکی و همچنین تلافی‌جویی‌های پاکستانی و رضاکارها علیه جمعیت غیرنظامی تشدید شد. نیروهای پاکستانی با هشت گردان از پاکستان غربی تقویت شدند. مبارزان استقلال‌طلب بنگلادش حتی موفق شدند به‌طور موقت باندهای هوایی در لال‌مونیرهات و شالوتیکار را نیز به تصرف خود درآورند.

## موارد بحث‌انگیز در مورد جنگ آزادی‌بخش بنگلادش
در جریان جنگ استقلال بنگلادش، بیش از سه میلیون نفر کشته شدند. در جریان این جنگ، اموال بسیاری از هندوهای بنگلادش و طرفداران کسب استقلال از پاکستان مورد غارت و مصادره قرار گرفت. گزارش‌های زیادی از تجاوز جنسی، کشتار غیرنظامیان و ارتکاب جرایم جنگی در این زمینه وجود دارد.